# Staro Selo (Otočac)
Staro Selo je naselje u Republici Hrvatskoj, u sastavu Grada Otočca, Ličko-senjska županija. 

## Stanovništvo
Prema popisu stanovništva iz 2001. godine, naselje je imalo 17 stanovnika te 6 obiteljskih kućanstava.
| broj stanovnika | 387   | 425   | 447   | 351   | 400   | 423   | 394   | 387   | 314   | 309   | 267   | 248   | 187   | 153   | 17    | 33    | 28    |
|                 | 1857. | 1869. | 1880. | 1890. | 1900. | 1910. | 1921. | 1931. | 1948. | 1953. | 1961. | 1971. | 1981. | 1991. | 2001. | 2011. | 2021. |

## Poznate osobe
- Ivan Blažević, hrvatski katolički svećenik, crkveni prosvjetni djelatnik, teološki pisac i nakladnik